# جيوسيبي فيليوميني
جيوسيبي فيليوميني (بالإيطالية: Giuseppe Figliomeni)‏ (2 يونيو 1987 بريدجو كالابريا في إيطاليا - ) هو لاعب كرة قدم إيطالي في مركزي قلب الدفاع والدفاع. لعب مع إنتر ميلان ونادي فاريسي ونادي فيتشينزا ونادي كروتوني ولاتينا كالتشيو ونادي أريتسو وإيه جي نوسرينا 1910 ‏ ويوفي ستابيا.

## وصلات خارجية
- جيوسيبي فيليوميني على موقع قاعدة بيانات كرة القدم.إي يو (الإنجليزية)
- جيوسيبي فيليوميني على موقع Soccerway.com (الإنجليزية)
- جيوسيبي فيليوميني على موقع عالم كرة القدم.نت (الإنجليزية)